# Corcobara angulipennis
Corcobara angulipennis là một loài bướm đêm trong họ Noctuidae.